# Pompéi (film)
Pour les articles homonymes, voir Pompéi (homonymie).
Pour plus de détails, voir Fiche technique et Distribution.
Pompéi (Pompeii) est un péplum américano-germano-canadien produit et réalisé par Paul W. S. Anderson et sorti en 2014.
Il s'agit d'un film catastrophe inspiré de l'éruption du Vésuve en 79 qui détruisit notamment la ville de Pompéi.

## Synopsis
En l'an 62, la légion romaine réprime la révolte de tribus celtes. Un jeune garçon assiste au massacre de son peuple puis à la mort de sa mère, tous tués sur ordre du sénateur romain Corvus (Kiefer Sutherland). Après une ellipse, le récit reprend en 79 dans la province romaine de Bretagne. Un noble romain assiste avec ennui à un combat de gladiateurs, quand son intérêt est ranimé par l'entrée dans l'arène d'un jeune homme sans nom, que la foule surnomme le Celte (Kit Harington), et qui massacre ses ennemis avec une rapidité foudroyante. Le Romain achète le Celte et le fait amener jusqu'à sa ville de résidence, Pompéi. Sur la route, la colonne d'esclaves dont fait partie le Celte est dépassée par la voiture à cheval d'une jeune noble pompéienne, Cassia (Emily Browning), accompagnée de sa servante. La voiture tombe dans une ornière et l'un des chevaux, affolé, se blesse mortellement avec l'une des pièces de son harnachement. Le Celte offre son aide et, avec l'autorisation de Cassia, achève le cheval pour lui éviter plus de souffrances, avant de reprendre sa place parmi les esclaves.
Cassia arrive chez elle et retrouve avec plaisir les rues de Pompéi, alors en pleine fête des Vinalia (une fête des vignes). Elle revient d'un séjour d'une année à Rome, capitale de l'empire, dont elle s'est lassée à cause de l'attitude arrogante des Romains. Aucun de ses nombreux prétendants n'a trouvé grâce à ses yeux et elle aspire à une vie tranquille auprès de ses parents. Pendant ce temps, le Celte est pris en charge par ses nouveaux maîtres. Lors d'une rixe contre le frère d'un des gladiateurs qu'il a tués au combat, il se fait remarquer par le meilleur gladiateur local, Atticus (Adewale Akinnuoye-Agbaje), originaire des provinces d'Afrique. Atticus tente de discuter avec le Celte. Celui-ci semble blasé de tout et refuse d'abord de lui dire son nom, mais une estime mutuelle se fait peu à peu jour entre eux. Atticus est au sommet de sa gloire et, d'après la loi romaine, une seule victoire supplémentaire lui permettra d'être affranchi et de regagner sa liberté ; mais le Celte est convaincu que les Romains mentent à Atticus. Peu après, les parents de Cassia accueillent à Pompéi un sénateur venu de Rome, Corvus, dont ils espèrent qu'il pourra convaincre l'empereur d'investir dans leur ambitieux projet urbain. Corvus se révèle un politicien retors : arguant que l'empereur est peu intéressé par le projet, il se déclare en revanche prêt à y investir personnellement. Il devient vite clair que Corvus, en échange de cela, convoite Cassia, qu'il est venu retrouver tout exprès depuis Rome ; mais Cassia n'éprouve que de la répulsion envers le sénateur. Des festivités sont prévues en l'honneur de Corvus : le propriétaire des deux gladiateurs prévoit de les faire s'affronter pour clore les jeux.
En fin de journée, des fumerolles commencent à s'élever sur les pentes du Vésuve. Félix, esclave travaillant dans les écuries de la maison de Cassia, est occupé à promener Virès, le cheval préféré de sa maîtresse, lorsqu'un glissement de terrain affole le cheval ; Virès se cabre et parvient à s'enfuir, mais Félix, vidé de sa selle, est englouti dans une crevasse. Lors de la soirée festive organisée en l'honneur de Corvus, Cassia revoit le Celte et est troublée par sa beauté. Une secousse sismique se fait ressentir, et peu après on voit revenir Virès au galop, emballé et incontrôlable. Cassia demande au Celte de calmer Virès, avant qu’il se fasse mal, ce qu'il fait. Amoureux de Cassia, le Celte la fait monter en selle derrière lui et ils partent au galop dans la campagne, mais ils sont vite rattrapés. Cassia reporte la faute sur le cheval et sauve la vie de l'esclave, mais le Celte est condamné à 15 coups de fouet qu'il endure sans un cri. De retour dans sa cellule, il discute avec Atticus et lui révèle ses raisons d'en vouloir aux Romains et à Corvus : c'était Corvus qui dirigeait la légion qui a massacré son peuple. Atticus révèle à son tour qu'il a également des raisons d'en vouloir aux Romains, qui ont assassiné sa famille. Dès lors, l'amitié entre les deux hommes est scellée, et le Celte révèle son nom à Atticus : il se nomme Milo.
Corvus a remarqué les sentiments de Cassia pour Milo et ordonne de le faire tuer dès le début des combats dans l'arène. Sous les ordres du père de Cassia, qui désire flatter Corvus, la mise en scène des jeux est modifiée : le combat prend la forme d'une reconstitution historique : celle de la répression de la rébellion des Celtes. Milo et Atticus, enchaînés côte à côte avec les autres gladiateurs, doivent affronter une légion de combattants vêtus en légionnaires romains qui les dépassent largement en nombre. Dans un combat acharné, ils massacrent tous les adversaires, puis Milo brise l'aigle de la légion et clame son mépris envers Rome. Furieux, Corvus veut d'abord faire exécuter le Celte, mais Cassia marchande ses noces avec Corvus contre la vie du gladiateur. Déterminé à briser la volonté de Cassia qui lui résiste, il la fait emmener comme prisonnière dans sa propre villa sous la garde de ses hommes. Corvus tire parti de la fumée qui s'élève alors du Vésuve pour faire croire qu'il interprète les volontés du dieu Vulcain et récupérer les faveurs de la foule. Il fait alors descendre dans l'arène son compagnon d'armes, Proculus (Sasha Roiz), pour affronter Milo en combat singulier tandis que les gladiateurs survivants sont ramenés dans leurs cellules. Proculus s'avère un adversaire redoutable, même pour Milo. Mais, avant la fin du combat, le Vésuve entre en éruption pour de bon et un séisme fait s'effondrer les sous-sols de l'arène. Corvus ordonne à Proculus de tuer Milo, mais celui-ci se saisit de son adversaire et se précipite avec lui dans une crevasse. Leur duel continue au sous-sol. Milo profite de la confusion pour actionner la commande ouvrant les portes des cellules de tous les gladiateurs : la révolte éclate et Proculus doit fuir les esclaves déchaînés.
La foule paniquée quitte les gradins en désordre. Toute la population de Pompéi comprend désormais le danger et se presse vers le port pour fuir la ville par la mer. Le propriétaire des gladiateurs parvient à gagner le port et paie grassement des marins pour embarquer seul sans attendre la foule, mais son navire finit broyé par l'un des nombreux projectiles crachés par le volcan et qui s'abattent sur toute la région. Dans les sous-sols de l'arène, Milo et Atticus se retrouvent. Atticus veut gagner le port pour fuir l'éruption, mais Milo veut retrouver Cassia qui lui a sauvé la vie. Dans l'intervalle, Corvus et les parents de Cassia ont été malmenés par l'effondrement. La mère de Cassia demande à son mari de tuer le détestable sénateur, mais Corvus se réveille juste à temps et c'est lui qui tue le père de Cassia. Milo arrive trop tard : la mère de Cassia, expirante, le conjure de protéger sa fille. Milo part pour la villa de Cassia et parvient à la libérer tandis qu'une grêle de projectiles et de cendres pleut sur la ville. Alors qu'ils quittent la villa, un glissement de terrain emporte la maison et la servante de Cassia y laisse la vie. Pendant ce temps, Atticus, voyant la foule s'accumuler dans le port, comprend qu'une fuite par cette voie est impossible. Alors qu'il rebrousse déjà chemin, une onde sismique provoque un raz-de-marée qui engloutit les quartiers les plus proches de la mer. Atticus en réchappe de justesse. Milo et Atticus se retrouvent à nouveau dans l'arène où ils espèrent trouver des chevaux pour fuir la ville, mais ils doivent éviter les légionnaires qui y rôdent. Ils se trouvent à nouveau face à Proculus et à Corvus. Corvus nargue les gladiateurs et s'enfuit avec Cassia sur son char. Atticus affronte seul Proculus tandis que Milo se lance à la poursuite de Corvus. Proculus finit par blesser mortellement Atticus, mais ce dernier parvient à le tuer, puis, debout et le poing levé, fait face à la nuée ardente de cendres qui submerge l'arène : « Je meurs en homme libre ! »
Milo, monté sur Virès, poursuit Corvus et, après de nombreux contretemps, finit par les rattraper. Cassia parvient à se libérer et, tandis que Corvus affronte Milo, elle enchaîne le sénateur à un pilier, puis Milo et elle l'abandonnent à la mort tandis que les projectiles et les cendres ensevelissent Pompéi. Milo et Cassia s'enfuient à cheval, mais la nuée les rattrape peu à peu. Ils choisissent finalement de laisser fuir le cheval et meurent en s'embrassant.
À la fin du film, on montre les moulages de deux Pompéïens en train de s'embrasser. Il s'agit de Milo et de Cassia.

## Fiche technique
- Titre original : Pompeii
- Titre français : Pompéi
- Réalisation : Paul W. S. Anderson
- Scénario : Lee Batchler, Janet Scott Batchler, Julian Fellowes et Michael Robert Johnson
- Direction artistique : Paul D. Austerberry
- Costumes : Wendy Partridge
- Photographie : Glen MacPherson (en)
- Musique : Clinton Shorter
- Production : Paul W. S. Anderson, Jeremy Bolt, Don Carmody, Robert Kulzer et Martin Moszkowicz
- Sociétés de production : Constantin Film et Impact Pictures ; Don Carmody Productions (coproduction)
- Sociétés de distribution : TriStar Pictures et FilmDistrict
- Pays de production :  États-Unis,  Allemagne et  Canada
- Langue originale : anglais
- Budget : 100 millions de dollars[1]
- Format : couleurs - 2.35 : 1 IMAX - SDDS, Datasat, Dolby Digital - 35 mm
- Genre : péplum, catastrophe
- Durée : 105 minutes
- Dates de sortie[2] : 
  - Belgique et France : 19 février 2014
  - États-Unis et Canada : 21 février 2014

## Distribution
- Kit Harington (V. F. : Benjamin Penamaria et V. Q. : Jean-Philippe Baril Guérard) : Milo
- Emily Browning (V. F. : Noémie Orphelin et V. Q. : Catherine Brunet) : Cassia
- Adewale Akinnuoye-Agbaje (V. F. : Daniel Njo Lobé et V. Q. : Patrick Chouinard) : Atticus
- Kiefer Sutherland (V. F. : Patrick Béthune et V. Q. : Alain Zouvi) : Sénateur Corvus
- Carrie-Anne Moss (V. F. : Danièle Douet et V. Q. : Nathalie Coupal) : Aurelia
- Jared Harris (V. F. : Philippe Vincent et V. Q. : Jean-François Blanchard) : Severus
- Jessica Lucas (V. F. : Mbembo et V. Q. : Aline Pinsonneault) : Ariadne
- Sasha Roiz (V. F. : Loïc Houdré) : Proculus
- Currie Graham (V. F. : Mathieu Moreau et V. Q. : Benoît Gouin) : Bellator
- Joe Pingue (V. F. : Pierre-Jean Pagès et V. Q. : Manuel Tadros) : Graecus
- Dalmar Abuzeid : Felix

Source et légende : Version française (V. F.) sur AlloDoublage Version québécoise (V. Q.) sur Doublage Québec

## Production

### Développement
En 2007, Roman Polanski commence à développer un projet de film sur Pompéi, adapté du roman Pompéi de Robert Harris publié en 2003. Le budget du film est alors estimé à 130 000 000 de dollars. Le projet ne se concrétise finalement pas.
Dès février 2013, contre toute attente, un budget important est débloqué et Paul W. S. Anderson est nommé comme réalisateur. Le scénario sera signé Julian Fellowes (récompensé d'un Emmy Award pour Downton Abbey), Lee Batchler et Janet Scott Batchler. Le scénario du film n'a plus aucun lien avec le roman de Robert Harris.

### Distributions des rôles
Fin février 2013, le couple principal est dévoilé : il s'agira des stars montantes Kit Harington et Emily Browning, respectivement héros de Game of Thrones et Sucker Punch. Fin mars, il est annoncé que Kiefer Sutherland serait le principal antagoniste du film.
Milla Jovovich, compagne du réalisateur Paul W. S. Anderson, a été envisagée pour le rôle d'Aurelia.

### Tournage
Le tournage a notamment lieu aux Cinespace Film Studios de Toronto ainsi que sur le véritable site de Pompéi.

## Accueil

### Critiques
Aux États-Unis, le film reçoit des critiques globalement négatives ou moyennes dans la presse. L'agrégateur américain de critiques Rotten Tomatoes donne au film une moyenne de 27 % basée sur 168 critiques de presse et accompagnée du consensus critique suivant : « Ce péplum à gros budget manque de l'énergie et du poids scénaristique nécessaires pour être mieux qu'un plaisir coupable ». Sur Metacritic, il obtient une note moyenne de 39⁄100 pour 33 critiques.
En France, les critiques peu nombreuses, oscillent également entre le moyen et le mauvais. Le site Allociné donne au film une note moyenne de 2.6⁄5, fondée sur 8 critiques parues dans la presse ou sur Internet.

### Box office
Aux États-Unis, le film sort dans 2 658 salles le week-end des 22-23 février. Le film engrange 10,3 millions de dollars lors de ce premier week-end d'exploitation, ce qui représente une mauvaise performance de démarrage, même si elle n'est pas aussi mauvaise que celle du précédent film d'Anderson, Les Trois Mousquetaires, sorti en 2011 (8,9 millions). Le box office du week-end est alors largement dominé par La Grande Aventure Lego, déjà en tête du box office au cours des deux semaines précédentes. Le démarrage de Pompéi reste meilleur que celui du précédent péplum en date, La Légende d'Hercule de Renny Harlin, sorti aux États-Unis le 10 janvier et qui n'avait rassemblé que 8,9 millions de dollars de recettes lors de son premier week-end.
Le démarrage du film est nettement meilleur ailleurs dans le monde, avec environ 22,8 millions de dollars de recette lors de ses différents démarrages dans les 32 pays où il est diffusé. Il réalise notamment un bon démarrage en Corée du Sud (3,6 millions de dollars, en deuxième place au box office local) et en Russie, et des démarrages corrects en France, au Brésil (1,5 million de dollars) et au Mexique (1,3 million de dollars), mais pas en Italie (1,4 million de dollars).
Le film rapporte finalement un total de plus de 117 millions de dollars dans le monde, dont 23 millions sur le sol américain. Ces résultats sont décevants au vu du budget du film, estimé à 100 millions de dollars. En France, le film sort le 19 février 2014. Exploité sur 301 copies, il rassemble environ 338 600 entrées en première semaine,.
| Pays ou région    | Box-office      | Date d'arrêt du box-office | Nombre de semaines |
| ----------------- | --------------- | -------------------------- | ------------------ |
| États-Unis Canada | 23 219 748 $    | 20 avril 2014              | 9                  |
| France            | 715 284 entrées |                            | -                  |
| Total mondial     | 117 831 631 $   | -                          | -                  |

## Autour du film
La plupart des critiques déplorent le manque d'inventivité du scénario[réf. souhaitée], qui reprend des thèmes déjà illustrés par des productions à gros succès antérieures :
- un homme dont toute la famille a été massacrée, transformé en esclave gladiateur, et qui veut se venger du responsable, comme dans Gladiator ;
- une catastrophe naturelle qui prend des milliers de vies, comme dans 2012 ou Armageddon ;
- une histoire d'amour improbable entre deux jeunes gens de condition sociale opposée, comme dans Titanic

Les erreurs historiques sont nombreuses :
- l'amphithéâtre de Pompéi n'a pas été détruit par un séisme, mais recouvert de cendres : on peut encore le voir presque intact.
- Pompéi n'avait pas de phare ;
- sous l'Empire, un sénateur ne dirigeait pas d'armée en tant que tel ;
- Pompéi a été recouverte de cendres, et non frappée par un tsunami et des « boules de lave » ;
- Pompéi n'a jamais été « rivale » ou « opposée » à Rome, ses citoyens étaient romains depuis un certain temps, et les riches Romains venaient en villégiature à Pompéi, comme les Parisiens à Deauville ;
- jamais un sénateur n'aurait eu le pouvoir de massacrer une famille patricienne, surtout sous un empereur débonnaire comme Titus;
- aucune révolte de Celtes de Bretagne n'est mentionnée à cette époque ;
- les esclaves noirs étaient rares et coûtaient très cher. Seules les familles les plus riches de Rome pouvaient s'en procurer. Aucune source ne cite la présence de gladiateurs noirs à Pompéi ;
- le baisemain (fait par le sénateur) n'existait pas à l'époque.
- une légion romaine ne s’installerait pas à Pompéi, en pleine paix romaine, au cœur de l’Italie, alors que l’armée était postée aux frontières, sur le Rhin et le Danube.
- Titus était surnommé  « le délice du genre humain », ce n’était pas le monstre décrit dans le film.
- un sénateur sous l’empire n’avait guère de pouvoir.